# Kanton Salers
Kanton Salers (fr. Canton de Salers) je francouzský kanton v departementu Cantal v regionu Auvergne. Tvoří ho 12 obcí.

## Obce kantonu
- Anglards-de-Salers
- Le Falgoux
- Le Fau
- Fontanges
- Saint-Bonnet-de-Salers
- Saint-Chamant
- Saint-Martin-Valmeroux
- Saint-Paul-de-Salers
- Saint-Projet-de-Salers
- Saint-Vincent-de-Salers
- Salers
- Le Vaulmier